# Comandant suprem de les forces aliades

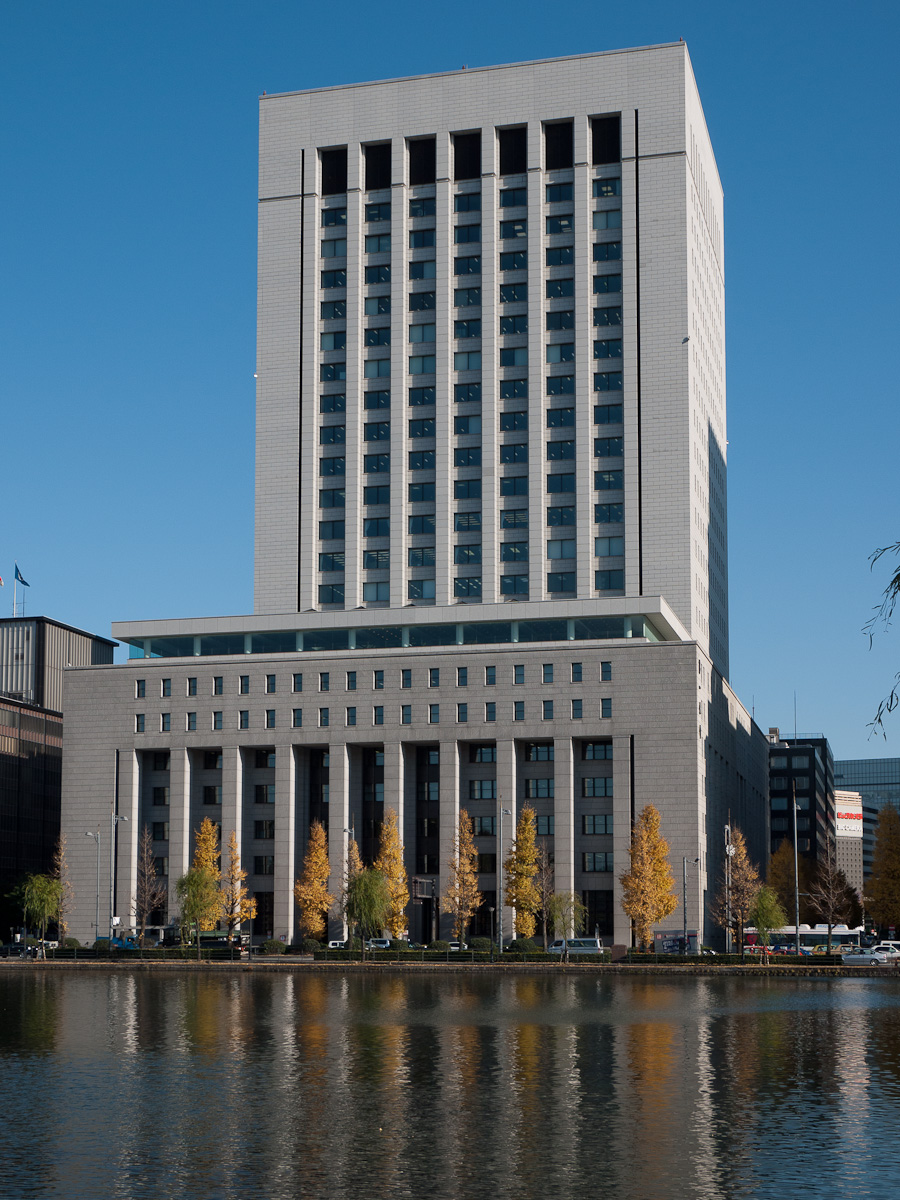
L'edifici Dai-Ichi Seimei, en primer terme, va servir de base d'operacions del CSFA a Tòquio. (L'edifici alt del fons es va construir després del període de l'ocupació.)

El càrrec de Comandant Suprem de les Forces Aliades-CSFA (en anglès Supreme Commander of the Allied Powers-SCAP; en japonès 連合国軍最高司令官, Rengōkokugun saikōshireikan) va ser el que va ostentar el General Douglas MacArthur durant l'Ocupació americana del Japó en acabar la Segona Guerra Mundial. Donava directives (conegudes com SCAPIN, o SCAP Index Number) al govern japonès, amb l'objectiu de suprimir el seu "nacionalisme militarista". El càrrec es va crear a l'inici de l'ocupació del Japó el 14 d'agost de 1945. Tot i que continuen existint altres títols similars als rangs nord-americans, fins ara el títol de CSFA només l'ha tingut MacArthur.
Al Japó, el càrrec va ser anomenat com a GHQ (General Headquarters, Quarter General), ja que l’expressió SCAP també es referia a les oficines de l'ocupació, que incloïa una plantilla d'uns centenars de funcionaris nord-americans així com personal militar. Algunes d'aquestes persones van escriure el primer esborrany de la Constitució del Japó, que la Dieta del Japó va ratificar després d'unes poques esmenes.
Les forces d'Austràlia, de l'Imperi Britànic i de Nova Zelanda sota l'SCAP es van organitzar en un subcomandament conegut com a Força d'Ocupació de la Commonwealth Britànica.
Aquestes accions van fer que MacArthur fos vist com la nova força imperial al Japó per moltes figures polítiques i civils japoneses, fins i tot considerant-se com el renaixement del govern d'estil shōgun, sota el qual el Japó va ser governat fins a l'inici de la Restauració Meiji. El biògraf nord-americà William Manchester argumenta que sense el lideratge de MacArthur, el Japó no hauria estat capaç de passar d'un estat imperial i totalitari a una democràcia. En el seu nomenament, MacArthur va anunciar que buscava "restaurar la seguretat, la dignitat i l'autoestima" al poble japonès.
MacArthur creia que la presència d'un Comandant Suprem era ben vista pels japonesos. Durant el discurs amb el que va donar la guerra per acabada i que va seguir la firma de la rendició incondicional japonesa, MacArthur va dir que "la missió sagrada ha finalitzat."
MacArthur també va estar al capdavant del que acabaria essent Corea del Sud del 1945 al 1948 a causa de la manca d'ordres clares o d'iniciativa de Washington. No hi va haver cap pla ni directriu donat a MacArthur del Joint Chiefs of Staff o del Departament d'Estat sobre com governar Corea, resultant en una ocupació militar molt tumultuosa de 3 anys que va portar a la creació de la República de Corea amiga dels Estats Units el 1948. Va ordenar al tinent general John R. Hodge, qui havia acceptat la rendició de les forces japoneses al sud de Corea el setembre de 1945, que governés aquesta zona en nom de l'SCAP i que l'informés directament a Tòquio.